# Ferdinando Maria Pignatelli
Ferdinando Maria Pignatelli (né le 9 juin 1770 à Naples, dans le royaume de Naples et mort le 10 mai 1853 à Palerme) est un cardinal italien du XIXe siècle. 

## Biographie

### Famille, jeunesse et formation
Ferdinando Maria Pignatelli est membre de la famille illustre napolitaine et sicilienne des Pignatelli, qui compte parmi ses membres le pape Innocent XII et les cardinaux Francesco Pignatelli (1703), Francesco Maria Pignatelli (1794) et Domenico Pignatelli di Belmonte (1802).

### Carrière professionnelle
Il est membre de l'ordre des théatins, dont il est supérieur général de 1824 à 1836.
Ferdinando Domenico Pignatelli est nommé archevêque de Palerme en 1839. Le pape Grégoire XVI le crée cardinal lors du consistoire du 8 juillet 1839. Il participe au conclave de 1846, lors duquel Pie IX est élu pape.

## Succession apostolique
Ferdinando Maria Pignatelli a ordonné les évêques suivants :
- Archevêque Domenico Maria Cilluffo e Costa (1842)
- Évêque Angelo Filipponi (1842)
- Archevêque Pier Francesco Brunaccini (it), O.S.B. (1844)